# Oana Apetrei
Oana Valentina Apetrei (n. Pop; 13 noiembrie 1985, Făgăraș) este o fostă handbalistă română care a jucat pe postul de pivot. Ultima oară a jucat pentru clubul SCM Gloria Buzău. În 2011 și 2012, Apetrei a fost convocată la echipa națională a României pentru câteva meciuri de la Trofeul Carpați.

## Biografie
La vârsta de 11 ani, Oana Pop a fost înscrisă de părinți la Clubul Sportiv Școlar Făgăraș, unde a început să joace handbal sub îndrumarea profesorului Dumitru Opriș. Doi ani mai târziu a practicat o vreme caiac-canoe la Clubul Sportiv Școlar Orșova, obținând și o medalie de argint. Anul următor s-a întors la Făgăraș și a fost îndrumată de Mariana Târcă către echipa de handbal a Colegiului Tehnic Energetic din Râmnicu Vâlcea, unde și-a petrecut ulterior junioratul. La această echipă a jucat prima dată pe postul de pivot, pregătită de profesorul Gheorghe Ionel.
În anul 2003, la vârsta de 17 ani, Pop a debutat în Liga Națională la echipa Universitatea Remin Deva, unde a rămas până în 2005. În 2004 a jucat cu echipa din Deva finala Cupei Challenge și a câștigat medalia de argint în Liga Națională. Între 2005 și 2007 a evoluat pentru SC Mureșul Târgu Mureș, pe atunci în Divizia A, iar între 2007 și 2012 pentru HCM Roman. Pe 22 mai 2010 handbalista s-a căsătorit, devenind Oana Apetrei.
În ianuarie 2012 a semnat un contract pe trei ani cu echipa Corona Brașov. Cu echipa brașoveană a jucat din nou în cupele europene și a avut două clasări pe podium în Liga Națională. Între 2015 și 2016 a jucat la HC Dunărea Brăila, iar în mai 2016 a semnat un contract cu CSM Ploiești, dar acesta nu s-a concretizat, din cauza problemelor financiare ale echipei. În consecință, Apetrei s-a transferat la CS Măgura Cisnădie. A evoluat trei sezoane pentru echipa sibiană, până în 2019, când s-a transferat la SCM Gloria Buzău, iar în vara anului 2020 s-a retras din activitatea competițională.
În septembrie 2022 Oana Apetrei a fost numită antrenor la echipa ACS Transilvania.

## Palmares
- Cupa Cupelor:
  - Turul 3: 2013

- Cupa EHF:
  - Semifinalistă: 2015
  - Optimi de finală: 2014
  - Grupe: 2019

- Liga Națională
  -  Medalie de argint: 2004, 2014
  -  Medalie de bronz: 2015, 2018

- Cupa României
  -  Finalistă: 2004, 2013
  -  Medalie de bronz: 2014

- Cupa Challenge 
  -  Finalistă: 2004